# Варадински пашалук
Варадински пашалук је био пашалук Османског царства, између 1660. и 1692. године. Заузимао је пограничне области између данашње Румуније и Мађарске, а управно седиште му је био Велики Варадин (мађ. Nagyvárad, рум. Oradea). Пашалук је успостављен 1660. године, након што је Османско царство заузело Велики Варадин и околне територије, које су до тада биле под управом Кнежевине Трансилваније. У састав новог пашалука укључени су и поједини делови темишварског и јегарског пашалука. Након хабзбуршког освајања Великог Варадина (1692) пашалук је престао да постоји. На подручју овог пашалука живели су Румуни, Мађари и Срби.